# Insane Clown Posse
Die Insane Clown Posse (ICP) ist ein Hip-Hop/Horrorcore-Duo aus Detroit, Michigan, bestehend aus Violent J (Joseph Bruce) und Shaggy 2 Dope (Joseph Utsler). Sie zeigen sich meist mit schwarz-weiß geschminkten Clowngesichtern. Anhänger der Band werden Juggalos genannt.

## Bandgeschichte
Die Gruppe aus Detroit entstand 1986 zunächst unter dem Namen „Inner City Posse“, einem Trio, das aus Joseph „Joe“ Bruce, Joseph „Joey“ Utsler und dessen Bruder John bestand. Nachdem die Band längere Zeit keinen Erfolg verbuchen konnte, behauptete Joe, im Traum eine Vision gehabt zu haben: Ihm soll der Geist des „Dark Carnival“ erschienen sein. In der Folge nannten sich Joe „Violent J“, Joey „Shaggy 2 Dope“ und die Gruppe Insane Clown Posse. Ihrer Darstellung nach sei es ihre Aufgabe, der Welt sechs Botschaften in Form von sogenannten „Joker’s Cards“ (Konzeptalben) zu senden. Danach solle die Welt untergehen. ICP gründeten zusammen mit ihrem Manager Alex Abbiss das Musiklabel Psychopathic Records. Noch bevor „Carnival of Carnage“ (die erste der sechs Joker’s Cards, 1992) erschien, verließ John die Gruppe.
Die nächste Joker’s Card war „The Ringmaster“ (1994) gefolgt von „Riddle Box“ (1995). Dazwischen veröffentlichten sie einige EPs, unter anderem Shaggy’s erste Solo-EP mit dem Titel „Fuck Off!!“. Die vierte Karte „The Great Milenko“ (1997) ist eine der erfolgreichsten Platten von ICP und wurde mit Platin ausgezeichnet. Zwischen den Joker’s Cards ließ sich ICP nun immer mehr Zeit, widmete sich anderen Projekten und nahmen eine neue Gruppe namens Twiztid, bestehend aus Jamie Madrox und Monoxide (früher unter den Namen Mr. Bonez bzw. Hectic der Band House Of Krazees bekannt), unter ihre Fittiche. 1999 erschien die fünfte Joker’s Card: The „Amazing Jeckel Brothers“, die unter den Top 5 der US-Album Charts zu finden war. Zwischenprojekte von ICP waren unter anderem Dark Lotus, eine Band bestehend aus ICP, Twiztid, Blaze Ya Dead Homie und zu Beginn Marz. Marz zerstritt sich später mit der Insane Clown Posse und wurde durch Anybody Killa ersetzt. Das erste Album „Tales From The Lotus Pod“ wurde daraufhin mit Anybody Killa anstatt Marz wiederveröffentlicht. ICP veröffentlichten weiterhin ein Doppel Album namens "Bizzar/Bizaar", bevor sie sich von ihrem langjährigen Produzenten Mike E. Clark trennten. Die sechste Joker’s Card wurde von Mike P. produziert und erschien in zwei 2 Album-Versionen: „Shangri La“ (2002) (nach dem paradiesähnlichen Ort Shangri-La) und „Hell’s Pit“ (2004). Unklar war zunächst, ob durch den Abschluss des Zyklus die Karriere von ICP beendet war.
Auf der EP „The Calm EP“ (2005) von ICP-Mitglied Violent J ließ dieser verlauten: „Violent J and Shaggy muthafuckin' 2 Dope forever makin music for the Juggalo nation serial killas world wide world wide baby and we will never ever never ever ever stop bitch!“. Zudem arbeiteten ICP zwischenzeitlich wieder mit dem Produzenten Mike E. Clark zusammen. 2007 veröffentlichten sie das Album „The Tempest“. 2009 stieg das Album „Bang! Pow! Boom“ auf Platz 4 der Billboard-Charts ein und ist somit das kommerziell gesehen erfolgreichste Album von ICP.

## Stil
Die Texte der ICP sind in der Regel stark von Gewalt geprägt. Die Band verwendet zudem oft sarkastische und selbstironische Elemente in ihren Texten. Musikalisch gesehen bedienen sich ICP oftmals bei Rock- und Metal-Elementen und vermischen diese mit Rap. Dafür arbeiten sie immer wieder mit Musikern der Rock-Szene zusammen, wie zum Beispiel Slash, Alice Cooper, Hed PE oder Steve Jones von den Sex Pistols.

## Fehde mit Eminem
Die Insane Clown Posse hat eine langjährige Fehde mit Eminem, die noch aus der Zeit vor der Karriere Eminems stammt. Damals veranstaltete Eminem Partys in Detroit. Auf einen Flyer druckte er ICP Might Appear .. Maybe. Die ICP wollte nicht, dass Eminem mit ihrem Namen Werbung macht. Dies führte zu verschiedenen verbalen und physischen Konfrontationen zwischen beiden Parteien. ICP nahm den Disstrack Nothing but a bitch thang auf. Eminem konterte wiederholt. Unter anderem rappt er in seinem Lied „Marshall Mathers“: Plus I was put here to put fear in faggots who spray Faygo Root Beer; and call themselves ‚Clowns‘ cause they look queer; Faggot2Dope and Silent Gay; Claimin Detroit, when y'all live twenty miles away (fuckin punks).

## Diskografie

### Alben
| Jahr | Titel                                                   | Höchstplatzierung, Gesamtwochen, AuszeichnungChartplatzierungen (Jahr, Titel, Platzierungen, Wochen, Auszeichnungen, Anmerkungen) | Höchstplatzierung, Gesamtwochen, AuszeichnungChartplatzierungen (Jahr, Titel, Platzierungen, Wochen, Auszeichnungen, Anmerkungen) | Anmerkungen |
| Jahr | Titel                                                   | UK | US | Anmerkungen |
| ---- | ------------------------------------------------------- | --- | --- | ----------- |
| 1997 | The Great Milenko                                       | — | US63 Platin · (88 Wo.)US |             |
| 1998 | Forgotten Freshness Volumes 1 & 2                       | — | US46 Gold · (5 Wo.)US |             |
| 1999 | The Amazing Jeckel Brothers                             | UK99 (1 Wo.)UK | US4 Platin · (18 Wo.)US |             |
| 2000 | Bizzar [1]                                              | — | US20 (6 Wo.)US |             |
| 2000 | Bizzar [2]                                              | — | US21 (5 Wo.)US |             |
| 2002 | The Wraith: Shangri-La                                  | — | US15 (5 Wo.)US |             |
| 2004 | Hell’s Pit                                              | — | US12 (5 Wo.)US |             |
| 2005 | The Calm (EP)                                           | — | US32 (3 Wo.)US |             |
| 2005 | Forgotten Freshness: Volume 4 / Hallowicked Compilation | — | US88 (1 Wo.)US |             |
| 2007 | The Tempest                                             | — | US20 (4 Wo.)US |             |
| 2007 | Jugganauts: The Best of ICP                             | — | US124 (1 Wo.)US |             |
| 2009 | Bang! Pow! Boom!                                        | — | US4 (8 Wo.)US |             |
| 2011 | Featuring Freshness                                     | — | US193 (1 Wo.)US |             |
| 2012 | Mighty Death Pop                                        | — | US4 (5 Wo.)US |             |
| 2013 | The Wraith: Remix Albums                                | — | US158 (1 Wo.)US |             |
| 2015 | Marvelous Missing Link (Lost)                           | — | US17 (2 Wo.)US |             |
| 2015 | Marvelous Missing Link (Found)                          | — | US136 (1 Wo.)US |             |
| 2019 | Fearless Fred Fury                                      | — | US44 (1 Wo.)US |             |

Weitere Alben
- 1991: Dog Beats (EP)
- 1991: Basement Cuts
- 1992: Carnival of Carnage
- 1993: Beverly Kills 50187 (EP)
- 1994: The Ringmaster (US: Gold)
- 1994: Shaggy 2 Dope - Fuck Off!
- 1994: The Terror Wheel (EP)
- 1994: Carnival Christmas (EP)
- 1995: The Riddle Box (US: Gold)
- 1996: Tunnel of Love (EP)
- 1997: Mutilation Mix
- 2001: Forgotten Freshness Volume 3
- 2003: Violent J - Wizard of the Hood
- 2003: Hallowicked
- 2004: Hell’s Pit
- 2005: The Calm (EP)
- 2006: Shaggy 2 Dope - Fuck The Fuck Off
- 2006: The Wraith: Remix Albums
- 2007: The Tempest
- 2007: The Eye of the Storm (EP)
- 2009: Bang! Pow! Boom!
- 2009: Bang! Pow! Boom! Nuclear Edition
- 2011: Featuring Freshness
- 2012: The Mighty Death Pop!

### Singles
| Jahr | Titel Album                             | Höchstplatzierung, Gesamtwochen, AuszeichnungChartplatzierungen (Jahr, Titel, Album, Platzierungen, Wochen, Auszeichnungen, Anmerkungen) | Höchstplatzierung, Gesamtwochen, AuszeichnungChartplatzierungen (Jahr, Titel, Album, Platzierungen, Wochen, Auszeichnungen, Anmerkungen) | Anmerkungen |
| Jahr | Titel Album                             | US | UK | Anmerkungen |
| ---- | --------------------------------------- | --- | --- | ----------- |
| 1997 | Santa’s A Fat Bitch Forgotten Freshness | US67 (5 Wo.)US | — |             |
| 1998 | Halls of Illusion The Great Milenko     | — | UK56 (2 Wo.)UK |             |
| 1998 | Hokus Pokus The Great Milenko           | US— GoldUS | UK53 (2 Wo.)UK |             |

### Videoalben
- 1998: Shockumentary (US: Platin)
- 2000: Big Money Hustlas (US: Platin)
- 2003: Bootlegged in L.A. (US: Gold)

## Filmografie
- Shockumentary (1998)
- Big Money Hu$tla$ (2000)
- Bootlegged in LA (2004)
- Death Race 3000 (2008)
- Big Money Rustlas (2010)

## Wrestling
Beide Musiker des Duos sind auch für verschiedene Wrestlingligen angetreten. Zum Beispiel für die ECW, die WWE, die WCW und zuletzt bei TNA. 1999 gründeten sie ihre eigene Wrestlingliga namens Juggalo Championship Wrestling (früher Championship).